# Plateau de Rochebonne

Le plateau de Rochebonne est un haut-fond du golfe de Gascogne, situé à une centaine de kilomètres au large des Sables-d'Olonne et de La Rochelle, et placé en zone Natura 2000,. Le site englobe dans la partie nord du plateau des récifs entre 3 et 5 mètres sous l'eau et leurs tombants. 

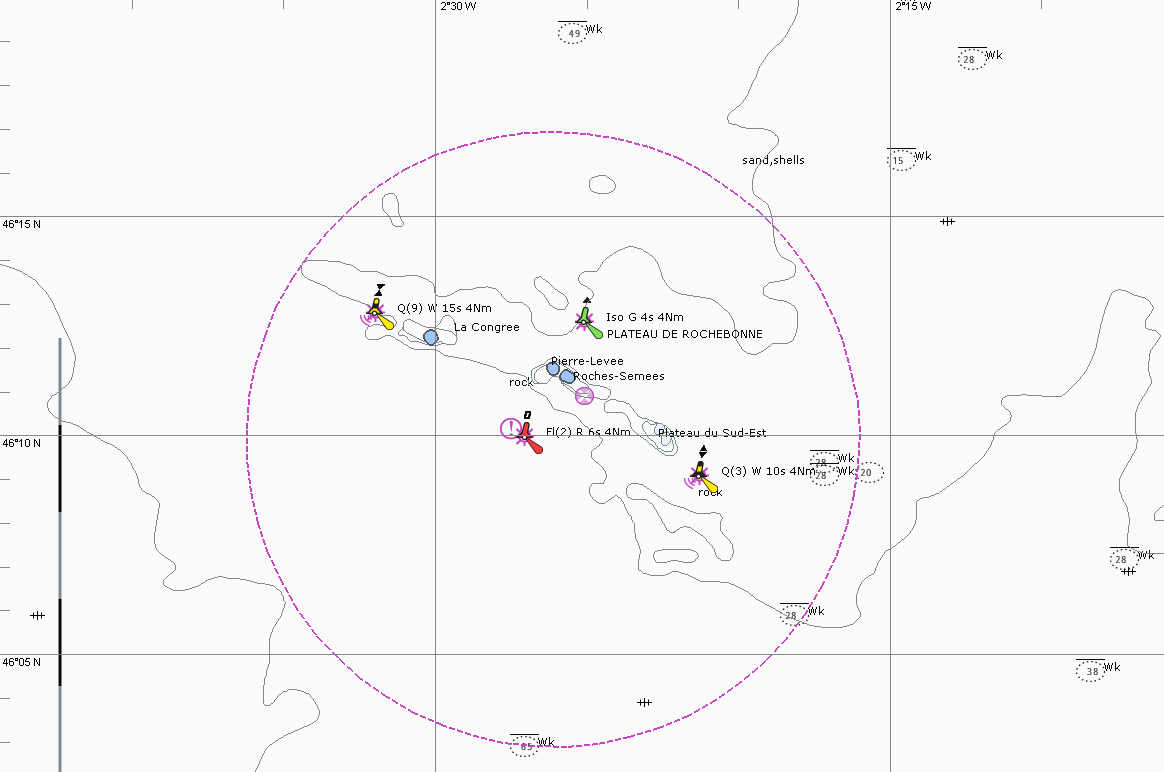
Carte marine - Plateau de Rochebonne

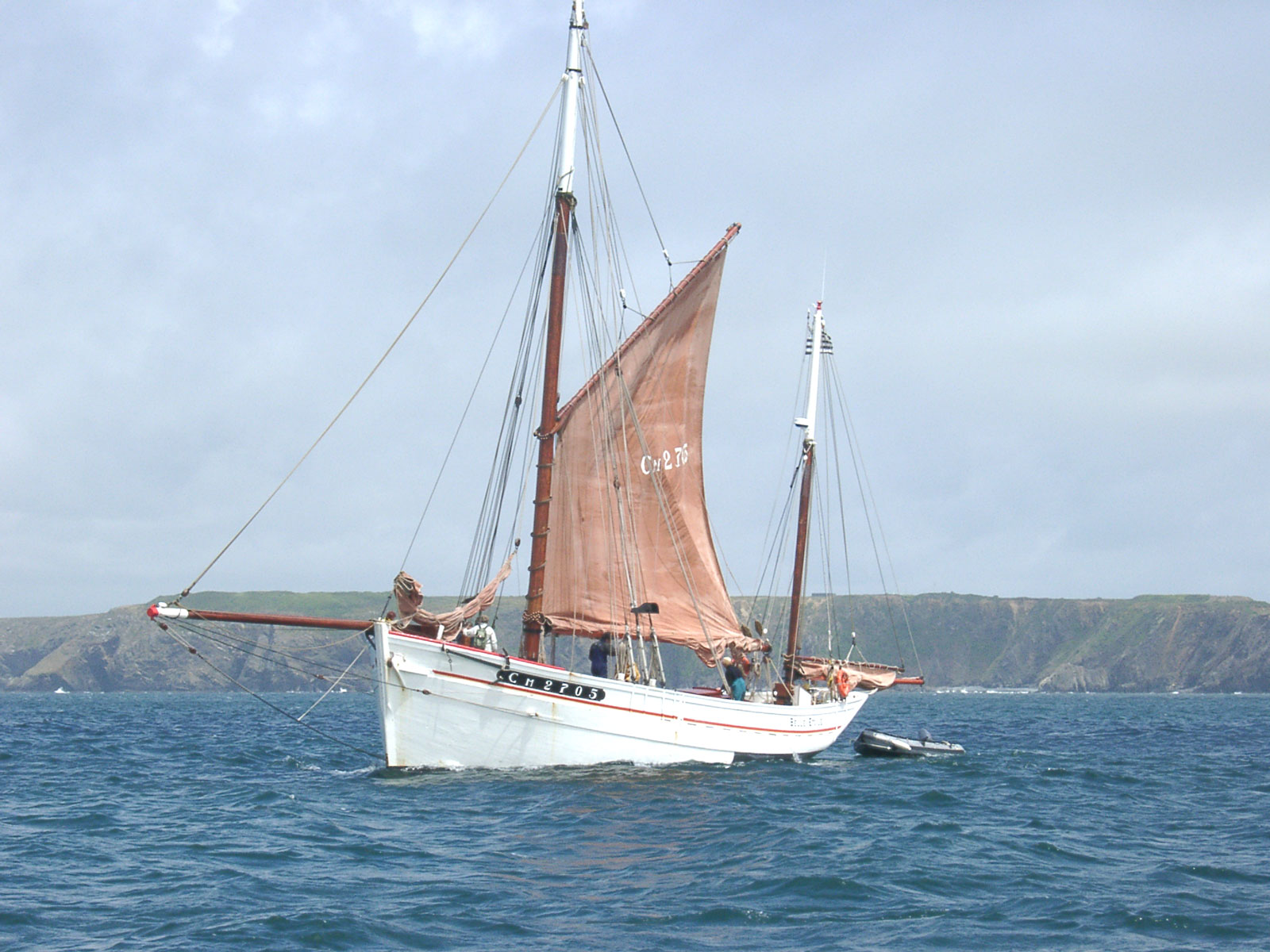
La Belle Étoile, réplique d'un dundee langoustier de Camaret de 18 mètres

Dans les dernières années du XIXe siècle, les chaloupes de Douarnenez commencent à ramener de belles pêches du plateau de Rochebonne. Très vite, la flottille de langoustiers demi-pontés de Camaret fait route vers cette zone. Mais rapidement les marins voient que ces petits bateaux ouverts ne sont pas adaptés à cette pêche au large. Aussi, de nouveaux bateaux pontés sont rapidement mis en chantier donnant naissance au langoustier de Camaret. 
En 1910, la tentative d'y échouer un caisson en béton armé afin d'y installer ensuite un phare se solda par un échec.
C'est sur les abords nord-est de ces hauts-fonds qu'eut lieu en 1920 le naufrage du paquebot Afrique.

## Webographie
- Sur la nature du plateau de Rochebonne par L. Pervinquière dans le Bulletin de la Société géologique de France [4e série, tome 10] 1910
- L’Ile de Ré et les côtes voisines aux époques préhistoriques La Revue Scientifique — 24 décembre 1910
- ROCHEBONNE
- Pour le rétablissement du ponton feu flottant des Rochebonnes Revue des questions coloniales et maritimes, 1910